# Креш (музичний інструмент)
Креш — тип тарілок, який є частиною більшості ударних установок.
Назву «креш» було запропоновано фірмою Zildjian 1928 року.
Стандартний розмір 16-19 дюймів.

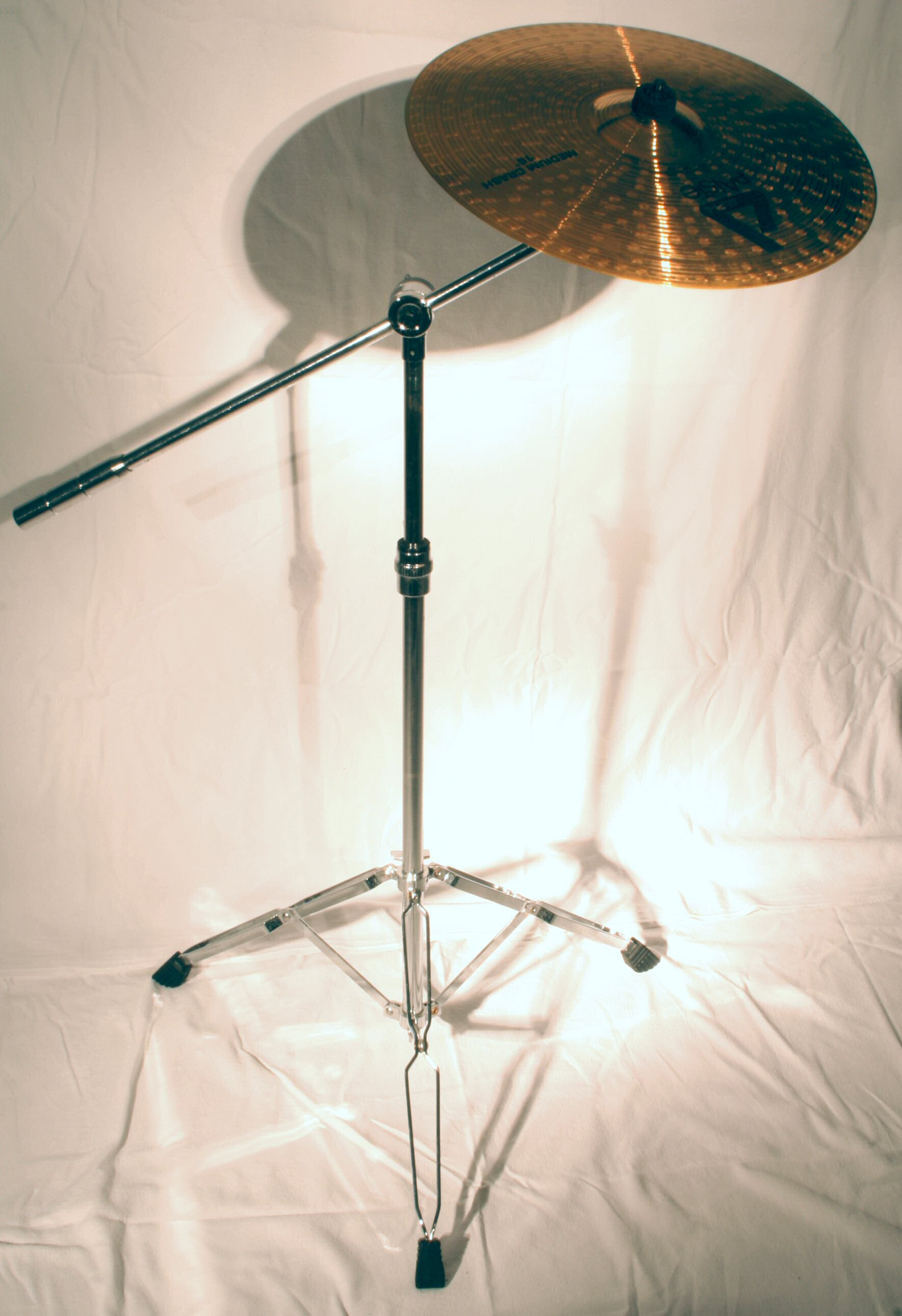
Креш Paiste Alpha Medium Crash 16" на стійці «журавель»

Зазвичай використовується для акцентування гучними, сильними, але відносно короткими звуками. Також на крешах виконують тремоло, часто в якості «фінального акорду» композиції.
Стандартна ударна установка містить одну тарілку креш, проте для особливо сильних акцентів використовуються удари двох крешів одночасно.
Тарілки креш ламаються частіше від інших, оскільки вони під час гри зазнають найсильніших ударів.